# Christer Peters
Christer Karl Pettersson, känd som Christer Peters, född 27 december 1961 i Karlskrona, död 24 januari 2025 i Karlskrona, var en svensk sångare, revyskådespelare och underhållare.

## Biografi
Peters spelade sedan 1981 in 200 populärmelodier på skivor och hade framgångar med "En öppen hand" 1989, "Ge dej tid" 1992, "Välkommen till Pireus" 1995 som blev Svensktoppsplacerad med Anna-Lena Löfgren.
Peters framträdde med bland Anna-Lena Löfgren, Ray Adams och Marianne Kock samt skrev hundratals revytexter och populärsånger även för andra artister såsom Thory Bernhards, Glade Glenn Sundberg och duon Dagmar och Theresia. Han turnerade sedan 1984 i föreningssammanhang men också i parker och kyrkor, på sjukhus och äldreboenden. 2013 gjorde han en kyrkoturné med den finlandssvenske sångaren Hans Martin. Tillsammans med trollkarlen Daniel Karlsson gjorde han också barnprogram. Åren 1984–1994 var han programledare och firarvärd i P4 Radio Blekinge. Han medverkade i revyer och viskvällar. Peters startade i januari 1997 den ideella föreningen Nöjesklubben QL som i Karlskronaregionen gjort många program tillsammans med olika artister. Där har man också arrangerat allt från tivolidagar till barnaktiviteter. Peters fungerade sedan starten som föreningens ordförande.
Från 2003 var Peters varje sommar programledare för allsångsprogrammet Allsång på Gnistan i Förkärla Folkets Park med Listerby IK som arrangör. I programmet har artister som Jan Høiland, Ann-Louise Hanson, Danne Stråhed, Marianne Kock, Donnez, Carli Tornehave, Annica Risberg, Ewa Roos, Lill-Babs, Lasse Sigfridsson och Mona  G medverkat. 2011 firade Peters jubileum med att ge ut CD-skivan Glöm den snö som föll ifjol och boken 35 år på scenen och 50 år på benen. 2019 gjorde Peters och Blekinge museum en utställning om Marianne Kock.

## Urval av inspelade sånger
- "Kom till Karlskrona" 1981
- "Den gamle sjöbjörnen Jimmy" 1982
- "Mormors skattkista" 1988
- "En öppen hand " 1989
- "Hem ljuva hem" 1990
- "Små små ord av kärlek" 1991
- "Minnenas kvarter" 1993
- "En visa om Karlskrona" 1994
- "Välkommen till Pireus" 1995
- "Tack, hjälp och förlåt" 1996
- "Du betyder så mycket för mig" 1998
- "Jag é den jag é" 2000
- "Blomstergårdens sång" 2000
- "Festliga Figurer" 2002
- "Du och jag" 2004
- "Senor gå ej förbi" 2006
- "Glöm den snö som föll ifjol" 2011
- "Röda rosor, röda läppar, purpurvin" 2011